# Rừng lá rộng và hỗn hợp ôn đới

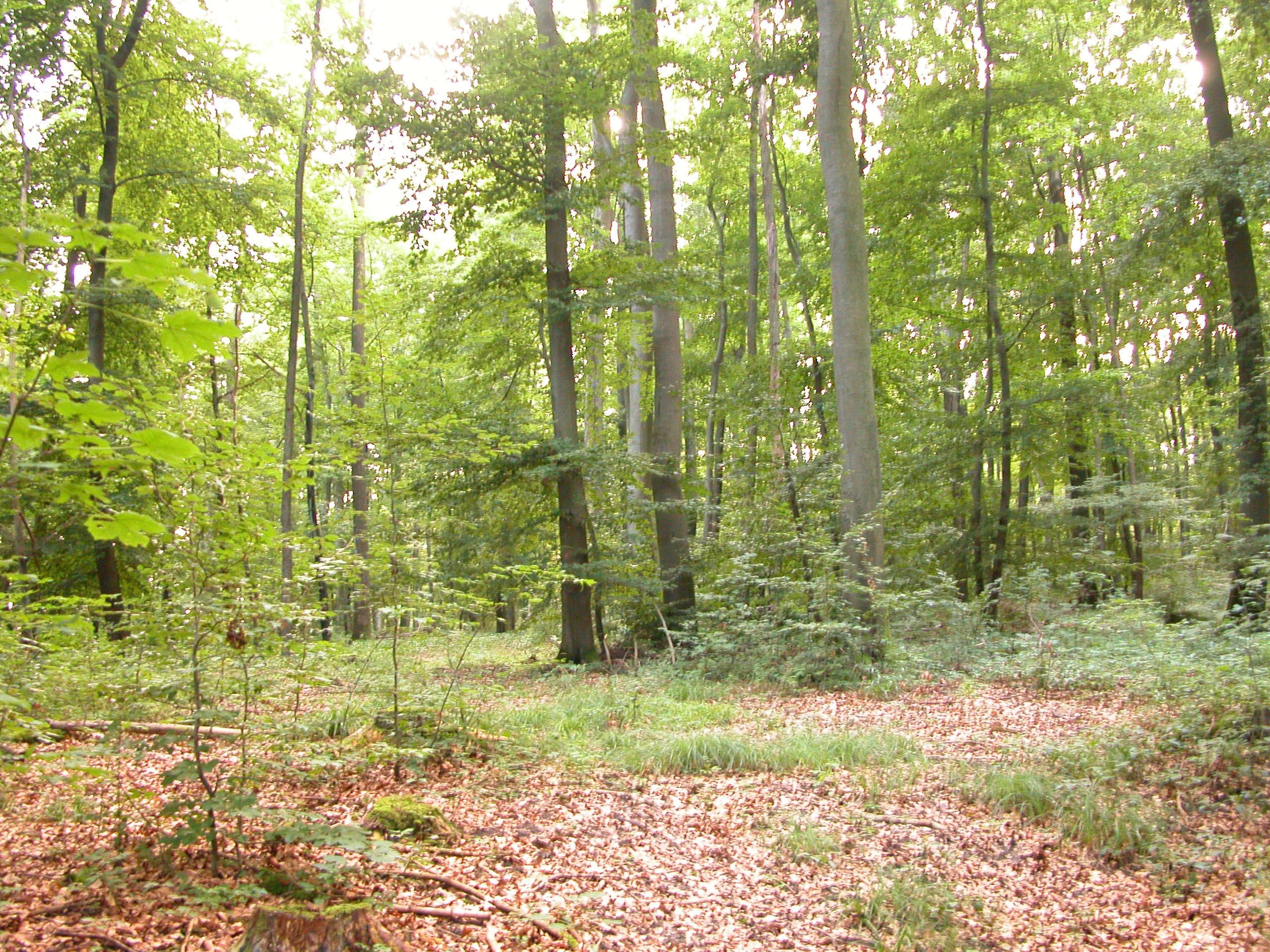
Một khu rừng hỗn hợp ở Đức

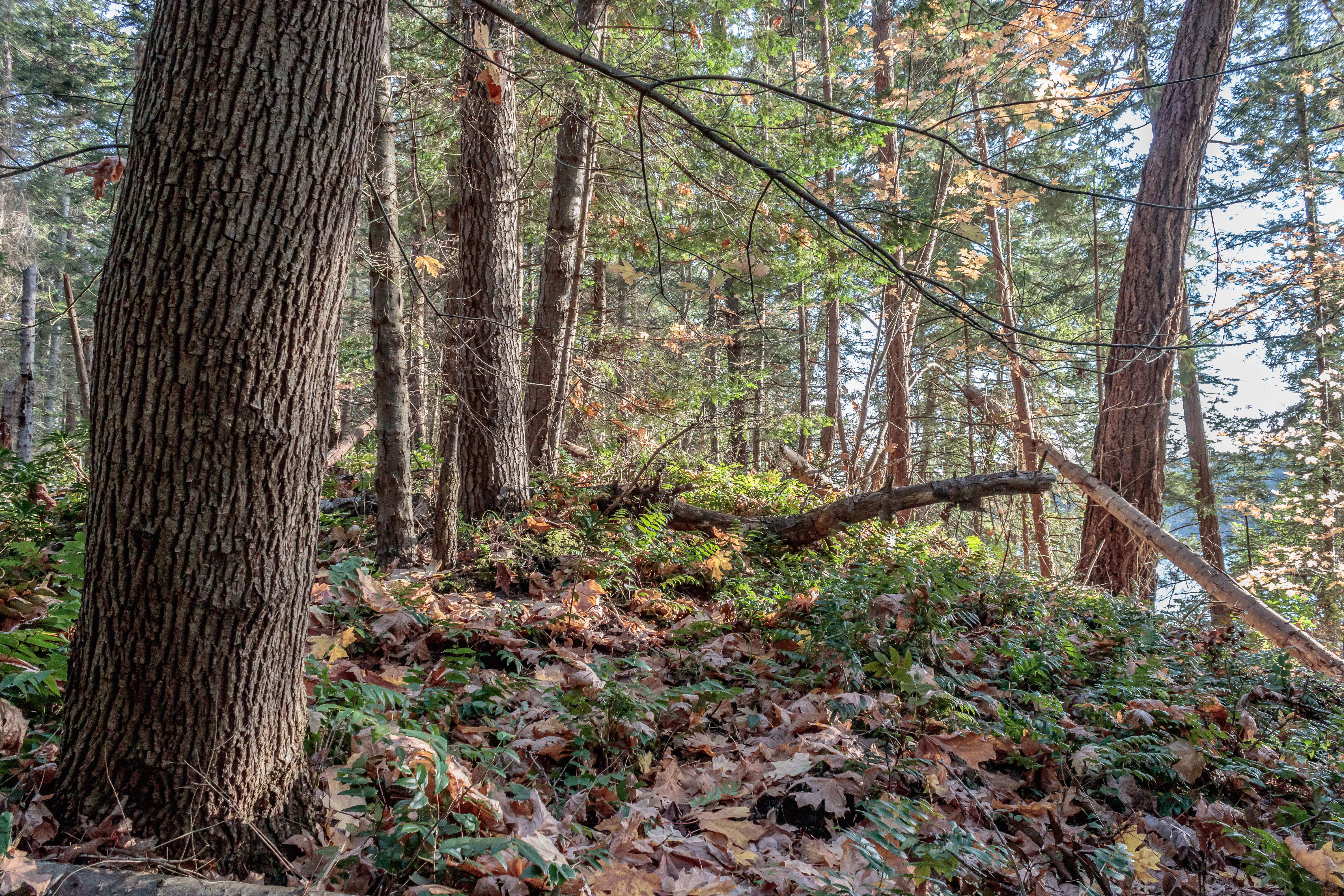
Rừng hỗn hợp ở phía Nam British Columbia

Rừng lá rộng và hỗn hợp ôn đới  hay còn gọi là rừng hỗn hợp (Mixed forest) là một kiểu sinh cảnh mặt đất ôn đới được Quỹ Quốc tế Bảo vệ Thiên nhiên định nghĩa, với vùng sinh thái cây lá rộng, và với vùng sinh thái rừng lá kim hỗn hợp cây lá rộng và lá kim. Những khu rừng này thì giàu nhất và dễ phân biệt nhất ở trung Trung Quốc và đông Bắc Mỹ, với một số vùng sinh thái khác biệt toàn cầu khác tại Kavkaz, dãy Himalaya, nam Châu Âu, và Viễn Đông Nga.

## Sinh thái
Cấu trúc thường thấy của những khu rừng này gồm bốn tầng. Tầng trên cùng là tầng tán bao gồm các cây cao trưởng thành cao từ 100 đến 200 ft (30 đến 61 m). Dưới tầng tán là tầng dưới tán chịu được bóng râm gồm ba tầng, vào khoảng 30 đến 50 ft (9,1 đến 15,2 m) thấp hơn tầng tán. Tầng trên cùng của các tầng dưới tán là tầng hạ tán bao gồm các cây trưởng thành nhỏ hơn, cây con, và các cây non tầng tán bị chặn chờ khoảng trống trên tầng tán. Dưới tầng hạ tán là tầng thảm tươi, bao gồm các cây thần gỗ thấp đang phát triển. Thông thường thì tầng phát triển thấp nhất (và đa dạng nhất) là tầng đáy rừng.

## Khí hậu
Rừng lá rộng và hỗn hợp ôn đới xuất hiện ở những khu vực có mùa nóng và lạnh riêng biệt, có nhiệt độ trung bình hàng năm vừa phải — 3 đến 15,6 °C (37,4 đến 60,1 °F). Những khu rừng này xuất hiện ở vùng khí hậu có mưa và khá ấm, đôi lúc cũng có mùa khô riêng biệt. Mùa khô diễn ra vào mùa đông ở Đông Á và vào mùa hè ở rìa ẩm ướt của vùng Khí hậu Địa Trung Hải.

## Vùng sinh thái

### Úc châu
| Australasia Temperate broadleaf and mixed forests | Australasia Temperate broadleaf and mixed forests |
| ------------------------------------------------- | ------------------------------------------------- |
| Rừng ôn đới Quần đảo Chatham                      | New Zealand                                       |
| Rừng ôn đới Đông Australia                        | Australia                                         |
| Fiordland temperate forests                       | New Zealand                                       |
| Nelson Coast temperate forests                    | New Zealand                                       |
| Northland temperate forests                       | New Zealand                                       |
| Northland temperate kauri forests                 | New Zealand                                       |
| Rừng ôn đới đảo Stewart/Rakiura                   | New Zealand                                       |
| Richmond temperate forests                        | New Zealand                                       |
| Southland temperate forests                       | New Zealand                                       |
| Tasmanian Central Highland forests                | Australia                                         |
| Tasmanian temperate forests                       | Australia                                         |
| Tasmanian temperate rain forests                  | Australia                                         |
| Westland temperate forests                        | New Zealand                                       |

| Indomalaya Temperate broadleaf and mixed forests | Indomalaya Temperate broadleaf and mixed forests |
| ------------------------------------------------ | ------------------------------------------------ |
| Eastern Himalayan broadleaf forests              | Bhutan, India, Nepal                             |
| Northern Triangle temperate forests              | Myanmar                                          |
| Western Himalayan broadleaf forests              | India, Nepal, Pakistan                           |

### Vùng Á-Âu
| Palearctic temperate broadleaf and mixed forests | Palearctic temperate broadleaf and mixed forests                                                       |
| ------------------------------------------------ | --- |
| Apennine deciduous montane forests               | Italy                                                                                                  |
| Atlantic mixed forests                           | Đan Mạch, Pháp, Bỉ, Đức, Hà Lan                                                                        |
| Azores temperate mixed forests                   | Bồ Đào Nha                                                                                             |
| Balkan mixed forests                             | Bulgaria, Hy Lạp, Bắc Macedonia, Romania, Serbia, Thổ Nhĩ Kỳ                                           |
| Baltic mixed forests                             | Thụy Điển, Đan Mạch, Đức, Ba Lan                                                                       |
| Cantabrian mixed forests                         | Tây Ban Nha, Bồ Đào Nha                                                                                |
| Caspian Hyrcanian mixed forests                  | Iran, Azerbaijan                                                                                       |
| Caucasus mixed forests                           | Gruzia, Armenia, Azerbaijan, Nga, Thổ Nhĩ Kỳ                                                           |
| Celtic broadleaf forests                         | United Kingdom, Ireland                                                                                |
| Central Anatolian deciduous forests              | Thổ Nhĩ Kỳ                                                                                             |
| Central China loess plateau mixed forests        | Trung Quốc                                                                                             |
| Central European mixed forests                   | Áo, Đức, Litva, Moldova, Ba Lan, Belarus, Cộng hòa Séc                                                 |
| Central Korean deciduous forests                 | Bắc Triều Tiên, Hàn Quốc                                                                               |
| Changbai Mountains mixed forests                 | Trung Quốc, Bắc Triều Tiên                                                                             |
| Changjiang Plain evergreen forests               | Trung Quốc                                                                                             |
| Crimean Submediterranean forest complex          | Nga, Ukraine                                                                                           |
| Daba Mountains evergreen forests                 | Trung Quốc                                                                                             |
| Dinaric Mountains mixed forests                  | Albania, Bosna và Hercegovina, Italy, Montenegro, Serbia, Slovenia, Croatia                            |
| East European forest steppe                      | Bulgaria, Moldova, Romania, Nga, Ukraine                                                               |
| Eastern Anatolian deciduous forests              | Thổ Nhĩ Kỳ                                                                                             |
| English Lowlands beech forests                   | United Kingdom                                                                                         |
| Euxine-Colchic deciduous forests                 | Bulgaria, Gruzia, Thổ Nhĩ Kỳ                                                                           |
| Hokkaido deciduous forests                       | Nhật Bản                                                                                               |
| Huang He Plain mixed forests                     | Trung Quốc                                                                                             |
| Madeira evergreen forests                        | Bồ Đào Nha                                                                                             |
| Manchurian mixed forests                         | Trung Quốc, Bắc Triều Tiên, Nga, Hàn Quốc                                                              |
| Nihonkai evergreen forests                       | Nhật Bản                                                                                               |
| Nihonkai montane deciduous forests               | Nhật Bản                                                                                               |
| North Atlantic moist mixed forests               | Ireland, United Kingdom                                                                                |
| Northeast China Plain deciduous forests          | Trung Quốc                                                                                             |
| Pannonian mixed forests                          | Áo, Bosna và Hercegovina, Cộng hòa Séc, Hungary, Romania, Serbia, Slovakia, Slovenia, Ukraine, Croatia |
| Po Basin mixed forests                           | Italy                                                                                                  |
| Pyrenees conifer and mixed forests               | Pháp, Tây Ban Nha, Andorra                                                                             |
| Qin Ling Mountains deciduous forests             | Trung Quốc                                                                                             |
| Rodope montane mixed forests                     | Bulgaria, Hy Lạp, Bắc Macedonia, Serbia                                                                |
| Sarmatic mixed forests                           | Nga, Thụy Điển, Na Uy, Đan Mạch, Phần Lan, Litva, Latvia, Estonia, Belarus                             |
| Sichuan Basin evergreen broadleaf forests        | Trung Quốc                                                                                             |
| South Sakhalin-Kurile mixed forests              | Nga |
| Southern Korea evergreen forests                 | Hàn Quốc                                                                                               |
| Taiheiyo evergreen forests                       | Nhật Bản                                                                                               |
| Taiheiyo montane deciduous forests               | Nhật Bản                                                                                               |
| Tarim Basin deciduous forests and steppe         | Trung Quốc                                                                                             |
| Ussuri broadleaf and mixed forests               | Nga |
| West Siberian broadleaf and mixed forests        | Nga |
| Western European broadleaf forests               | Thụy Sĩ, Áo, Pháp, Đức, Cộng hòa Séc                                                                   |
| Zagros Mountains forest steppe                   | Iran, Arabian Peninsula                                                                                |